# Libra gibraltareña
La libra gibraltareña (Gibraltar pound, en inglés) es la divisa emitida por el Gobierno de Gibraltar. La tasa de cambio fija con respecto a la libra esterlina británica es de 1:1. 
Su abreviatura es GIP (código ISO 4217) o £ (proveniente del latín libra, que se refería a la unidad de masa). El Gobierno de Gibraltar emite billetes y monedas que llevan las palabras Pound Sterling y son las monedas de curso legal en Gibraltar pero no en el Reino Unido u otras partes de la zona esterlina.